# 斯坦尼斯拉斯广场
48°41′38″N 6°10′59″E / 48.69389°N 6.18306°E

斯坦尼斯拉斯广场（Place Stanislas）是法国洛林大区城市南锡的一个大型的行人广场。1983年，斯坦尼斯拉斯广场及其轴线的延伸- 卡里耶尔广场和阿利扬斯广场，被列为世界遗产。

## 历史
这个广场是洛林公爵和前任波兰-立陶宛联邦国王斯坦尼斯瓦夫一世关于城市规划的一个主要设想，用以连接南锡的中世纪老城和17世纪查理三世开辟的新城。这个广场也是一个皇家广场，以表彰其女婿路易十五。广场连接了两座已经存在的漂亮的楼宇：市政厅，现在的大广场以其为中心；以及政府宫（Hôtel du Gouvernement），市政府所在地和公爵（由路易十五的大臣们挑选出来）政府所在地。两座建筑彼此相对，中间填充了一系列理性的、对称的，但也是多样的，在当时欧洲无与伦比的城市空间。
这个广场和周围的建筑，用巨大的柱式统一起来，由皇家建筑师 Corny设计，建造开始于1752年3月，1755年11月结束。巴泰勒米·吉布尔和保罗-路易斯 Cyfflé创作了路易十五铜像， 站立在广场中间，直到在法国大革命期间被拆除，而代之以一个简单的 winged 人物。这个广场更名为 "Place du Peuple"，后来又更名为拿破仑广场。1831年，在广场中央竖立斯坦尼斯瓦夫一世的铜像，从此称为斯坦尼斯广场。 
广场一直用于公共集会和庆祝活动，但在1958年至1983年却用作停车场。在2004年和2005年，广场参照原来18世纪的规划进行了大规模的修复。10个月的工程造价约900万欧元。2005年5月新广场开幕，正值斯塔尼斯拉斯广场诞辰250周年。 

## 简介

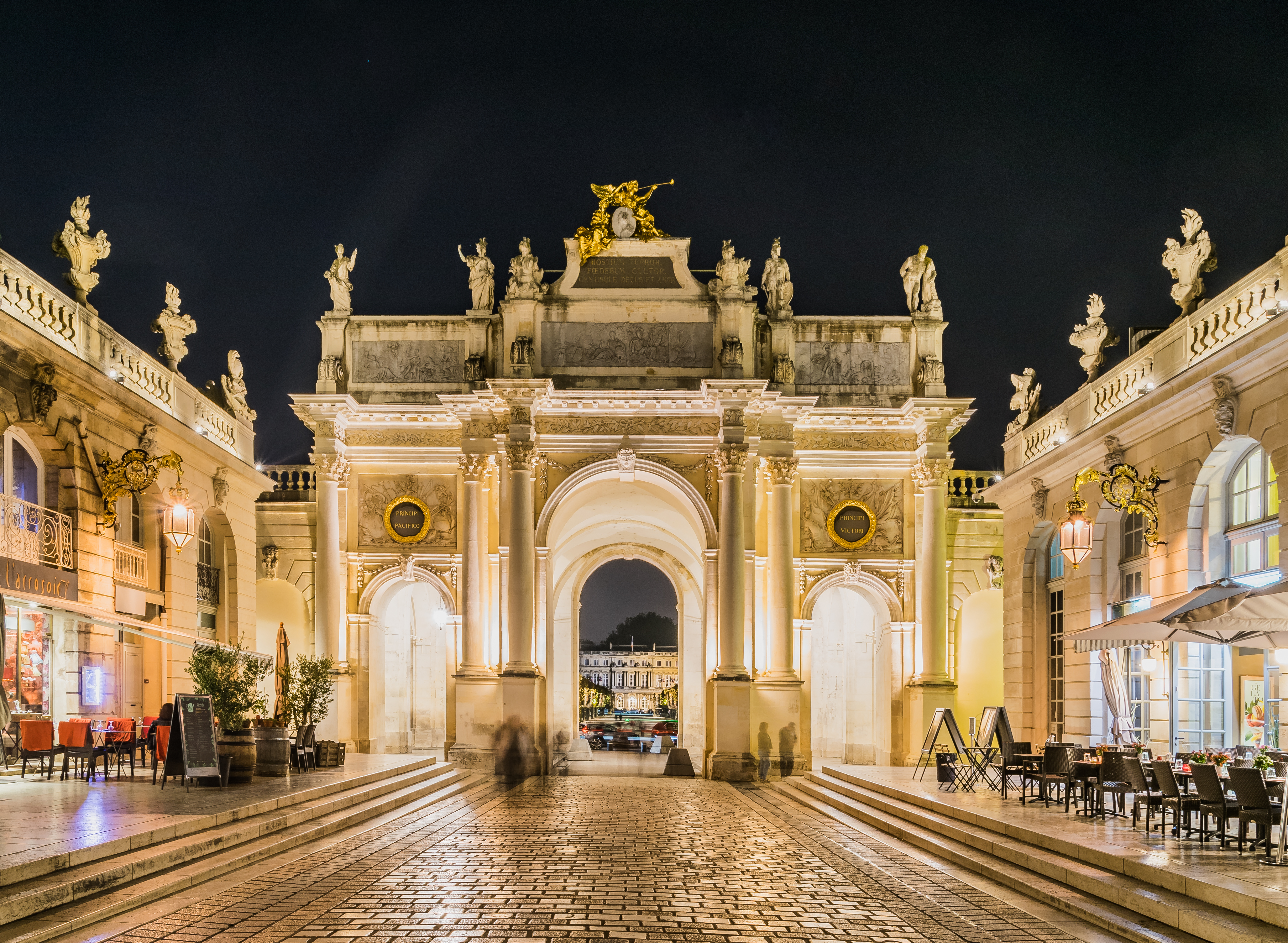
夜间埃瑞拱门

斯坦尼斯广场长125米，宽106米，铺设亮赭石石块，和两排较暗的石头，形成一个对角交叉线图案。这个广场四周的建筑物构成建筑和谐的整体，最显著的有： 
- 南锡市政厅，占据整个广场的南侧，东南角有默尔特-摩泽尔省府
- 东侧，歌剧院（原主教宫）及大宫（原王后宫，实际上由Intendant阿利奥占据）;
- 西侧：南锡美术博物馆（原医学院）和雅凯亭
- 北侧的建筑物，出于防御目的，高度较低（允许在沃代蒙和奥松维尔堡垒之间开火）。

广场的北侧中心是一座埃瑞拱门，通向毗邻的卡里耶尔广场，主轴线在那里成为一条双林荫大道 树木，道路全线两侧均为互相对称的建筑物。 
最远的一端是阿利扬斯广场（Place d'Alliance），四面都是封闭的半圆柱廊，结束于原有建筑政府宫。 
斯坦尼斯拉斯广场中心的雕塑，由乔治 Jacquot（1794年至1874年）创作，描绘斯坦尼斯瓦夫一世身穿长袍站立，左手持剑，右手指向北方。高大的大理石基座上铭文的内容如下：
- 南面：

"Stanislas Leszczynski, Roi de Pologne, Duc de Lorraine et de Bar, 1737-1766"

（斯坦尼斯瓦夫一世，波兰国王，洛林公爵和 Bar，1737年至1766年）
- 北面：

"A Stanislas le Bienfaisant, la Lorraine Reconnaissante, 1831, Meurthe-Meuse-Vosges"

（给恩人斯坦尼斯瓦夫，洛林人感谢他，1831年，默尔特-默兹-孚日）
广场的四个角落和东西两侧设有镀金锻铁大门和灯笼，由让·拉穆尔（1698年至1771年）修建，他还负责修建了市政厅主楼梯及其正立面中心阳台的锻铁栏杆。西北角和东北角设有巴泰勒米·吉布尔（1699年至1757年）设计的华丽喷泉。